# Dueños del paraíso
Dueños del paraíso est une telenovela américaine-chilienne en langue espagnole diffusée entre le 13 janvier 2015 et le 20 avril 2015 et produite par le réseau de télévision américain Telemundo en coproduction avec le réseau de télévision chilienne TVN.
L'intégralité est disponible en français sur Prime Video pour les abonnés et canal plus
Elle est également disponible dans les offres TV 6play.

## Synopsis
Anastasia Cardona est une femme marquée par la violence dont l'ambition oblige à utiliser son cartel de drogue comme moyen pour devenir l'une des femmes les plus puissantes de son temps...

## Distribution
- Kate del Castillo : Anastasia Medrano de Cardona / Muriel Cabrera
- Adriana Barraza : Irene Medrano
- Jorge Zabaleta : Conrado San Miguel
- José María Torre : Adán Romero
- Miguel Varoni : Leandro Quezada
- Guillermo Quintanilla : Nataniel Cardona / Elías Cabrera †
- Alberto Jiménez : Salvador Ferrada
- Ximena Duque : Erica San Miguel
- Tony Dalton : Renato Maldonado
- Margarita Muñoz : Gina Bianchi / Beatriz González †
- Juan Pablo Llano : Ignacio Elizondo / David Costa
- Geraldine Bazán : Verónica Elizalde de Romero †
- Tiago Correa : Marío Alejandro Esparza
- Andrea López : Analía Menchaca de Esparza
- Gabriel Valenzuela : José Carlos Quezada
- María Luisa Flores : Paola Quezada
- Pepe Gámez : Elías Cardona †
- Sofía Lama : Silvana Cardona
- María Elena Swett : Vanessa Esparza
- Carlos Acosta-Milian : Docteur Molina
- Jorge Hernández : Saúl Benavides
- Ariel Texido : Mauricio Riquelme
- Daniela Wong : Luciana "la Lu" Romero Elizalde
- Alberto Mateo : Sergio Di Franco
- Santiago Tupper : Jorge Alemparte
- Yuly Ferreira : Daisy Muñoz †
- Dayana Garroz : Rita Corona †
- Ana Osorio : Daytona Durán
- Adrián Mas : Arturo Gonzalvez
- Beatriz Monroy : Modesta Flores
- Coca Guazzini : Felisa Menchaca
- Diego Munoz : Gerardo Casanegra
- Patricio Achurra : Orlando Olavarría
- Roberto Huicochea : Hipólito Regalado
- Rubén Darío Guevara : Frank
- Samir Succar : Lagarto
- Soledad Cruz : Yenny González †
- Maxi Iglesias : Chad Mendoza
- Juana Diaz : Inés Irrazabal †
- Natalia Barreto : Lidia Campos
- Roberto San Martín : Ronnie Zamora
- Arnoldo Pipke : Bob Venegas †

## Diffusion
| Pays ou Région | Chaîne               | Titre              | Série première  | Série finale |
| -------------- | -------------------- | ------------------ | --------------- | ------------ |
| États-Unis     | Telemundo            | Dueños del paraíso | 13 janvier 2015 |              |
| Porto Rico     | Telemundo Porto Rico | Dueños del paraíso | 13 janvier 2015 |              |
| Chili          | TVN                  | Dueños del paraíso | 19 janvier 2015 |              |